# Хартфордшир
Хартфордшир (енгл. Hertfordshire,  или) је традиционална грофовија у источном региону Енглеске у Уједињеном Краљевству. Грофовија Хартфордшир је једна од матичних округа и граничи се са следећим нематичним грофовијама: Бедфордшир на северу, Кембриџшир на североистоку,
Есекс на истоку и Бакингемшир на западу, док је Шири Лондон на југу. Административни центар грофовије је Хартфорд.

## Географија
Укупна површина грофовије је 1643 км². И заузима 36. место међу традиционалним и 32. међу нематичним окрузима.

## Историја
Најранија историја округа је из времена каменог доба. Хартфордшир је своју култивизацију почео у доба неолита, а стална насеља су се појавила у бронзано доба. Келтска племена населили су регион током гвозденог доба.
Са растом Лондона, Хартфордшир се нашао близу главног града, а због своје погодне локације насељен је градском аристократијом који су подстакли локалну економију. Током индустријске револуције регион се брже развија, а становништво је значајно увећано. Године 1903. хартфордширдски град Лечворт постао је први вртни град на свету. Године 1965. области Барнет и Источни Барнет су припојени Лондону, а област Потерс Бар припојен је Хартфордширу. Од 1920. до касних 1980-их град Борамвуд је располагао један од највећих киностудијских комплекса, а снимани су филмови као што су „ Звездани ратови" и „ Индијана Џоунс". Сада раде само два студија, а један од њих снимио је све филмове о Харију Потеру.

## Административна подела
У составу графовије се налази 10 административних округа:
|  |  | 1. Три Риверс 2. Вотфорд 3. Хертсмир 4. Велвин Хетфајлд 5. Броксборн 6. Источни Хартфордшир 7. Стивениџ 8. Северни Хартфордшир 9. Град и дистрикт Сент Олбенс 10. Дакорум |